# Línea 653 (Interurbanos Madrid)
La línea 653 de la red de autobuses interurbanos de Madrid une el intercambiador de Moncloa (Madrid) con la estación de tren de Majadahonda y el Hospital Puerta de Hierro.

## Características
Esta línea une el intercambiador de Moncloa con Majadahonda, su estación de tren y su hospital. El trayecto tiene una duración de 35 minutos entre cabeceras.
Circula por el carril Bus-VAO de la A-6 mientras esté abierto.
Siguiendo la numeración de líneas del CRTM, las líneas que circulan por el corredor 6 son aquellas que dan servicio a los municipios situados en torno a la A-6 y comienzan con un 6. Aquellas numeradas dentro de la decena 650 corresponden a aquellas que circulan por Pozuelo de Alarcón y Majadahonda.
La línea no mantiene los mismos horarios todo el año, desde el 1 al 31 de agosto se reducen el número de expediciones, además de los días excepcionales vísperas de festivo y festivos de Navidad en los que los horarios también cambian y se reducen.
Está operada por Avanza Movilidad Integral mediante la concesión administrativa VCM-601 - Madrid – Pozuelo de Alarcón –  Majadahonda – Alcorcón (Viajeros Comunidad de Madrid) del Consorcio Regional de Transportes de Madrid.

## Horarios

### 1 septiembre - 31 julio
| Lunes a viernes laborables              |                      |                      |                      |                      |                      |                      |                      |                      |                      |                      |                      |                      |                      |                      |                      |                      |                      |                      |                      |                      |                      |                      |                      |                      |                      |                      |                      |                      |                      |                      |                      |                      |                      |                      |                      |                      |
| Madrid > Majadahonda                    | Madrid > Majadahonda | Madrid > Majadahonda | Madrid > Majadahonda | Madrid > Majadahonda | Madrid > Majadahonda | Madrid > Majadahonda | Madrid > Majadahonda | Madrid > Majadahonda | Madrid > Majadahonda | Madrid > Majadahonda | Madrid > Majadahonda | Madrid > Majadahonda | Madrid > Majadahonda | Madrid > Majadahonda | Madrid > Majadahonda | Madrid > Majadahonda | Madrid > Majadahonda | Madrid > Majadahonda | Majadahonda > Madrid | Majadahonda > Madrid | Majadahonda > Madrid | Majadahonda > Madrid | Majadahonda > Madrid | Majadahonda > Madrid | Majadahonda > Madrid | Majadahonda > Madrid | Majadahonda > Madrid | Majadahonda > Madrid | Majadahonda > Madrid | Majadahonda > Madrid | Majadahonda > Madrid | Majadahonda > Madrid | Majadahonda > Madrid | Majadahonda > Madrid | Majadahonda > Madrid | Majadahonda > Madrid |
| 06                                      | 07                   | 08                   | 09                   | 10                   | 11                   | 12                   | 13                   | 14                   | 15                   | 16                   | 17                   | 18                   | 19                   | 20                   | 21                   | 22                   | 23                   | 00                   | 06                   | 07                   | 08                   | 09                   | 10                   | 11                   | 12                   | 13                   | 14                   | 15                   | 16                   | 17                   | 18                   | 19                   | 20                   | 21                   | 22                   | 23                   |
| 55                                      | 00 25 30             | 00 25 30             | 00 20 30             | 00 30                | 00 30                | 00 30                | 00 20 30             | 00 30                | 00 30                | 00 30                | 00 30                | 00 30                | 00 30                | 00 30                | 00 30                | 00 30                | 00 30                |                      | 15 45                | 15 40 45             | 15 45                | 15 45                | 15 45                | 15 45                | 15 45                | 15 45                | 15 45                | 15 45                | 15 45                | 15 45                | 15 45                | 15 45                | 15 45                | 15 45                | 15 45                |                      |
| Sábados laborables, domingos y festivos |                      |                      |                      |                      |                      |                      |                      |                      |                      |                      |                      |                      |                      |                      |                      |                      |                      |                      |                      |                      |                      |                      |                      |                      |                      |                      |                      |                      |                      |                      |                      |                      |                      |                      |                      |                      |
| Madrid > Majadahonda                    | Madrid > Majadahonda | Madrid > Majadahonda | Madrid > Majadahonda | Madrid > Majadahonda | Madrid > Majadahonda | Madrid > Majadahonda | Madrid > Majadahonda | Madrid > Majadahonda | Madrid > Majadahonda | Madrid > Majadahonda | Madrid > Majadahonda | Madrid > Majadahonda | Madrid > Majadahonda | Madrid > Majadahonda | Madrid > Majadahonda | Madrid > Majadahonda | Madrid > Majadahonda | Madrid > Majadahonda | Majadahonda > Madrid | Majadahonda > Madrid | Majadahonda > Madrid | Majadahonda > Madrid | Majadahonda > Madrid | Majadahonda > Madrid | Majadahonda > Madrid | Majadahonda > Madrid | Majadahonda > Madrid | Majadahonda > Madrid | Majadahonda > Madrid | Majadahonda > Madrid | Majadahonda > Madrid | Majadahonda > Madrid | Majadahonda > Madrid | Majadahonda > Madrid | Majadahonda > Madrid | Majadahonda > Madrid |
| 06                                      | 07                   | 08                   | 09                   | 10                   | 11                   | 12                   | 13                   | 14                   | 15                   | 16                   | 17                   | 18                   | 19                   | 20                   | 21                   | 22                   | 23                   | 00                   | 06                   | 07                   | 08                   | 09                   | 10                   | 11                   | 12                   | 13                   | 14                   | 15                   | 16                   | 17                   | 18                   | 19                   | 20                   | 21                   | 22                   | 23                   |
|                                         | 00                   | 00 30                | 30                   | 00                   | 30                   | 30                   | 00                   | 30                   | 30                   | 30                   | 00                   | 00 30                | 30                   | 00                   | 30                   | 30                   | 00                   | 00                   | 15                   | 15 45                | 45                   | 15                   | 45                   | 45                   | 15                   | 45                   | 45                   | 15 45                | 15                   | 15                   | 45                   | 15                   | 45                   | 45                   | 15                   | 15                   |

### 1 - 31 agosto
| Lunes a viernes laborables              |                      |                      |                      |                      |                      |                      |                      |                      |                      |                      |                      |                      |                      |                      |                      |                      |                      |                      |                      |                      |                      |                      |                      |                      |                      |                      |                      |                      |                      |                      |                      |                      |                      |                      |                      |                      |
| Madrid > Majadahonda                    | Madrid > Majadahonda | Madrid > Majadahonda | Madrid > Majadahonda | Madrid > Majadahonda | Madrid > Majadahonda | Madrid > Majadahonda | Madrid > Majadahonda | Madrid > Majadahonda | Madrid > Majadahonda | Madrid > Majadahonda | Madrid > Majadahonda | Madrid > Majadahonda | Madrid > Majadahonda | Madrid > Majadahonda | Madrid > Majadahonda | Madrid > Majadahonda | Madrid > Majadahonda | Madrid > Majadahonda | Majadahonda > Madrid | Majadahonda > Madrid | Majadahonda > Madrid | Majadahonda > Madrid | Majadahonda > Madrid | Majadahonda > Madrid | Majadahonda > Madrid | Majadahonda > Madrid | Majadahonda > Madrid | Majadahonda > Madrid | Majadahonda > Madrid | Majadahonda > Madrid | Majadahonda > Madrid | Majadahonda > Madrid | Majadahonda > Madrid | Majadahonda > Madrid | Majadahonda > Madrid | Majadahonda > Madrid |
| 06                                      | 07                   | 08                   | 09                   | 10                   | 11                   | 12                   | 13                   | 14                   | 15                   | 16                   | 17                   | 18                   | 19                   | 20                   | 21                   | 22                   | 23                   | 00                   | 06                   | 07                   | 08                   | 09                   | 10                   | 11                   | 12                   | 13                   | 14                   | 15                   | 16                   | 17                   | 18                   | 19                   | 20                   | 21                   | 22                   | 23                   |
|                                         | 30                   | 00                   | 00 30                | 30                   | 00                   | 00 30                | 30                   | 00                   | 00 30                | 30                   | 00                   | 00 30                | 30                   | 00                   | 00 30                | 30                   | 00                   |                      | 45                   | 15                   | 15 45                | 45                   | 15                   | 15 45                | 45                   | 15                   | 45                   | 45                   | 15                   | 15 45                | 45                   | 15                   | 15 45                | 45                   | 15                   |                      |
| Sábados laborables, domingos y festivos |                      |                      |                      |                      |                      |                      |                      |                      |                      |                      |                      |                      |                      |                      |                      |                      |                      |                      |                      |                      |                      |                      |                      |                      |                      |                      |                      |                      |                      |                      |                      |                      |                      |                      |                      |                      |
| Madrid > Majadahonda                    | Madrid > Majadahonda | Madrid > Majadahonda | Madrid > Majadahonda | Madrid > Majadahonda | Madrid > Majadahonda | Madrid > Majadahonda | Madrid > Majadahonda | Madrid > Majadahonda | Madrid > Majadahonda | Madrid > Majadahonda | Madrid > Majadahonda | Madrid > Majadahonda | Madrid > Majadahonda | Madrid > Majadahonda | Madrid > Majadahonda | Madrid > Majadahonda | Madrid > Majadahonda | Madrid > Majadahonda | Majadahonda > Madrid | Majadahonda > Madrid | Majadahonda > Madrid | Majadahonda > Madrid | Majadahonda > Madrid | Majadahonda > Madrid | Majadahonda > Madrid | Majadahonda > Madrid | Majadahonda > Madrid | Majadahonda > Madrid | Majadahonda > Madrid | Majadahonda > Madrid | Majadahonda > Madrid | Majadahonda > Madrid | Majadahonda > Madrid | Majadahonda > Madrid | Majadahonda > Madrid | Majadahonda > Madrid |
| 06                                      | 07                   | 08                   | 09                   | 10                   | 11                   | 12                   | 13                   | 14                   | 15                   | 16                   | 17                   | 18                   | 19                   | 20                   | 21                   | 22                   | 23                   | 00                   | 06                   | 07                   | 08                   | 09                   | 10                   | 11                   | 12                   | 13                   | 14                   | 15                   | 16                   | 17                   | 18                   | 19                   | 20                   | 21                   | 22                   | 23                   |
|                                         |                      | 00 30                | 30                   | 00                   | 30                   | 30                   | 00                   | 30                   | 30                   | 30                   | 00                   | 00 30                | 30                   | 00                   | 30                   | 30                   | 00                   |                      |                      | 15 45                | 45                   | 15                   | 45                   | 45                   | 15                   | 45                   | 45                   | 45                   | 15                   | 15 45                | 45                   | 15                   | 45                   | 45                   | 15                   |                      |

## Recorrido y paradas
NOTA: Las paradas sombreadas en azul se realizan cuando circula por el lateral de la A-6.

### Sentido Majadahonda
| Código | Parada                                   | Común con                                                                                             | Conexiones con Metro y Cercanías | Municipio   | Zona |
| ------ | ---------------------------------------- | --- | -------------------------------- | ----------- | ---- |
| 17480  | Intercambiador de Moncloa (dársena 38)   | 654 655                                                                                               | Moncloa                          | Madrid      |      |
| 1332   | Escuela Agronómica                       | 83 133 162 164 621 622 623 624 624A 625 627 628 629 651 652 654 655 656 656A 657 658                  |                                  | Madrid      |      |
| 1334   | Palacio de La Moncloa                    | 83 133 162 164 621 622 623 624 624A 625 627 628 629 651 652 654 655 656 656A 657 658                  |                                  | Madrid      |      |
| 1336   | Estadística - Geografía e Historia       | 83 133 162 651 652 654 655 656 656A 657 658                                                           |                                  | Madrid      |      |
| 1338   | Veterinaria                              | 83 133 162 164 621 622 623 624 624A 625 627 628 629 651 652 654 655 656 656A 657 658 661 661A 662 664 |                                  | Madrid      |      |
| 06255  | Martín Pescador - Av. Victoria           | 651 652 654                                                                                           |                                  | Madrid      |      |
| 6225   | Avenida Victoria-Virgen de los Olmos     | 163 650B 651 652 654                                                                                  |                                  | Madrid      |      |
| 6226   | Avenida Victoria-Sáinz de la Calleja     | 163 650B 651 652 654                                                                                  |                                  | Madrid      |      |
| 06227  | Av. Victoria - Cimarra                   | 650B 651 652 654                                                                                      |                                  | Madrid      |      |
| 6228   | Avenida Victoria-Federico Agustí         | 163 650B 651 652 654                                                                                  |                                  | Madrid      |      |
| 6229   | Avenida Victoria-Avenida Estación        | 163 650B 651 652 654                                                                                  |                                  | Madrid      |      |
| 06230  | Ctra. Plantío - Club de Tenis            | 650B 651 652 654                                                                                      |                                  | Majadahonda |      |
| 09094  | Ctra. Plantío - Urb. La Sacedilla        | 650B 651 652 654                                                                                      |                                  | Majadahonda |      |
| 07304  | Ctra. Plantío - Est. Majadahonda         | 650B 651 652 654                                                                                      | Majadahonda                      | Majadahonda |      |
| 13003  | Norias - Est. Majadahonda                | 626A 654 1                                                                                            | Majadahonda                      | Majadahonda |      |
| 17700  | Norias - Parque                          | 654 1                                                                                                 |                                  | Majadahonda |      |
| 17702  | Príncipe de Asturias - Valgrande         | |                                  | Majadahonda |      |
| 17704  | Príncipe de Asturias - Mediterráneo      | |                                  | Majadahonda |      |
| 17706  | Príncipe de Asturias - Av. Juan Carlos I | |                                  | Majadahonda |      |
| 17839  | Av. Rey Juan Carlos I - Av. España       | |                                  | Majadahonda |      |
| 08792  | Ctra. Pozuelo - Ins. Nacional de Sanidad | 561 561A 561B 567 626 633 650B 654 655 1                                                              |                                  | Majadahonda |      |
| 12066  | Ctra. Pozuelo - Ciudad Deportiva         | 561 561A 561B 565 654 1                                                                               |                                  | Majadahonda |      |
| 08790  | Ctra. Pozuelo - Urb. Pinar Plantío       | 561 561A 561B 565 654 659 1                                                                           |                                  | Majadahonda |      |
| 08788  | Ctra. Pozuelo - Residencia               | 561 561A 561B 565 654 659 1                                                                           |                                  | Majadahonda |      |
| 12679  | Sarasate - Ctra. Pozuelo                 | 650A 1                                                                                                |                                  | Majadahonda |      |
| 15188  | Sarasate - Joaquín Turina                | 650A 1                                                                                                |                                  | Majadahonda |      |
| 13005  | Av. Oliva - Enrique Granados             | 650A                                                                                                  |                                  | Majadahonda |      |
| 15190  | Av. Oliva - Velázquez                    | 650A                                                                                                  |                                  | Majadahonda |      |
| 17926  | Ruperto Chapí - Av. Oliva                | 567 580 626 650A 655                                                                                  |                                  | Majadahonda |      |
| 17923  | J. Rodrigo - Hospital Puerta de Hierro   | 567 580 620 626 633 650A 655 667 685 1                                                                |                                  | Majadahonda |      |

### Sentido Madrid
| Código | Parada                                   | Común con                                                                                         | Conexiones con Metro y Cercanías | Municipio   | Zona |
| ------ | ---------------------------------------- | ------------------------------------------------------------------------------------------------- | -------------------------------- | ----------- | ---- |
| 17923  | J. Rodrigo - Hospital Puerta de Hierro   | 567 580 620 626 633 650A 655 667 685 1                                                            |                                  | Majadahonda |      |
| 17683  | Av. Oliva - Moreno Torroba               | 567 580 626 650B 655 2                                                                            |                                  | Majadahonda |      |
| 17725  | Av. Oliva - Ruperto Chapí                | 567 580 626 650B 655 2                                                                            |                                  | Majadahonda |      |
| 13004  | Av. Oliva - Velázquez                    | 650B                                                                                              |                                  | Majadahonda |      |
| 12680  | Av. Oliva - Enrique Granados             | 650B                                                                                              |                                  | Majadahonda |      |
| 15189  | Sarasate - Juzgados                      | 650B 2                                                                                            |                                  | Majadahonda |      |
| 08787  | Ctra. Pozuelo - Residencia               | 561 561A 561B 565 654 659 2                                                                       |                                  | Majadahonda |      |
| 08789  | Ctra. Pozuelo - Urb. Pinar Plantío       | 561 561A 561B 565 654 659 2                                                                       |                                  | Majadahonda |      |
| 12067  | Ctra. Pozuelo - Ciudad Deportiva         | 561 561A 561B 565 654 2                                                                           |                                  | Majadahonda |      |
| 08791  | Ctra. Pozuelo - Ins. Nacional de Salud   | 561 561A 561B 567 626 633 650A 654 655 2                                                          |                                  | Majadahonda |      |
| 17840  | Ctra. Pozuelo - Av. Rey Juan Carlos I    | 567 626 655                                                                                       |                                  | Majadahonda |      |
| 17705  | Príncipe de Asturias - Av. Juan Carlos I |                                                                                                   |                                  | Majadahonda |      |
| 17703  | Príncipe de Asturias - Mediterráneo      |                                                                                                   |                                  | Majadahonda |      |
| 17701  | Príncipe de Asturias - Valgrande         |                                                                                                   |                                  | Majadahonda |      |
| 17699  | Norias - Parque                          | 654 2                                                                                             |                                  | Majadahonda |      |
| 16386  | Norias - Est. Majadahonda                | 567 654 2                                                                                         | Majadahonda                      | Majadahonda |      |
| 07305  | Ctra. Plantío - Est. Majadahonda         | 650A 651 652 654                                                                                  | Majadahonda                      | Majadahonda |      |
| 09093  | Ctra. Plantío - Urb. La Sacedilla        | 650A 651 652 654                                                                                  |                                  | Majadahonda |      |
| 06256  | Ctra. Plantío - Club de Tenis            | 650A 651 652 654                                                                                  |                                  | Majadahonda |      |
| 6257   | EL PLANTÍO (Av. Victoria)                | 163 650A 651 652 654                                                                              |                                  | Madrid      |      |
| 6258   | Avenida Victoria-Federico Agustí         | 163 650A 651 652 654                                                                              |                                  | Madrid      |      |
| 06259  | Av. Victoria - Cimarra                   | 650A 651 652 654                                                                                  |                                  | Madrid      |      |
| 6260   | Avenida Victoria-Monte del Pilar         | 163 650A 651 652 654                                                                              |                                  | Madrid      |      |
| 6261   | Avenida Victoria-Virgen de los Olmos     | 163 650A 651 652 654                                                                              |                                  | Madrid      |      |
| 06262  | Av. Victoria - Ochandiano                | 650A 651 652 654                                                                                  |                                  | Madrid      |      |
| 06268  | Av. Padre Huidobro - P.º Ermita          | 621 622 623 625 627 628 629 631 635 641 642 643 651 652 654 655 656 656A 657 661 661A 662 664 815 |                                  | Madrid      |      |
| 4311   | Padre Huidobro - Carretera de Castilla   | 162 621 622 623 624 624A 625 627 628 629 651 652 654 655 656 656A 657 658                         |                                  | Madrid      |      |
| 23     | Estadística - Geografía e Historia       | Autobuses interurbanos del Corredor 6                                                             |                                  | Madrid      |      |
| 1335   | Palacio de La Moncloa                    | Autobuses interurbanos del Corredor 6                                                             |                                  | Madrid      |      |
| 1333   | Escuela Agronómica                       | Autobuses interurbanos del Corredor 6                                                             |                                  | Madrid      |      |
| 17480  | Intercambiador de Moncloa (dársena 38)   | 654 655                                                                                           | Moncloa                          | Madrid      |      |

## Galería de imágenes

Mapa de la distribución de dársenas del intercambiador de Moncloa con la distribución de cabeceras de las líneas de autobuses, entre las que aparece la línea 653.